# Melasmia empetri
Melasmia empetri är en svampart som beskrevs av Magnus 1886. Melasmia empetri ingår i släktet Melasmia och familjen Rhytismataceae.   Inga underarter finns listade i Catalogue of Life.